# Comunidade de fala
Uma comunidade de fala é um grupo de pessoas que compartilham um conjunto de normas e expectativas linguísticas em relação ao uso da língua. É um conceito principalmente associado à sociolinguística e à linguística antropológica.
A maneira como se define a comunidade de fala é bastante debatido na literatura. As definições de comunidade de fala tendem a envolver vários graus de ênfase no seguinte: (i) associação compartilhada da comunidade; (ii) comunicação linguística compartilhada. Uma comunidade de fala típica pode ser uma cidade pequena, mas sociolinguistas como William Labov afirmam que uma grande área metropolitana, por exemplo a cidade de Nova Iorque, também pode ser considerada uma única comunidade de fala.
As primeiras definições tendiam a ver as comunidades de fala como grupos delimitados e localizados de pessoas que vivem juntas e passam a partilhar as mesmas normas linguísticas porque pertencem à mesma comunidade local. Também foi assumido que, dentro de uma comunidade, deveria existir um conjunto homogêneo de normas. Esses pressupostos foram desafiados por estudos posteriores que demonstraram que os indivíduos geralmente participam em várias comunidades de fala simultaneamente e em diferentes momentos das suas vidas. Cada comunidade de fala tem normas diferentes que tendem a compartilhar apenas parcialmente. As comunidades podem ser deslocalizadas e ilimitadas, em vez de locais, e muitas vezes compreendem diferentes subcomunidades com diferentes normas de discurso. Com o reconhecimento do fato de que os falantes utilizam ativamente a linguagem para construir e manipular identidades sociais, sinalizando o pertencimento a comunidades de fala específicas, a ideia da comunidade de fala delimitada com normas de fala homogêneas foi largamente abandonada em favor de um modelo baseado na comunidade de fala como uma comunidade de prática.
Uma comunidade de fala passa a partilhar um conjunto específico de normas para o uso da língua através da convivência e da interação, e as comunidades de fala podem, portanto, surgir entre todos os grupos que interagem frequentemente e partilham certas normas e ideologias. Esses grupos podem ser aldeias, países, comunidades políticas ou profissionais, comunidades com interesses, hobbies ou estilos de vida comuns, ou mesmo apenas grupos de amigos. As comunidades de fala podem partilhar conjuntos específicos de vocabulário e convenções gramaticais, bem como estilos e gêneros de fala, e também normas sobre como e quando falar de maneiras específicas.